# Eufória
Az eufória (görögül εὐφορία) a köznyelvben gyakran az intenzív boldogságérzet szinonimájaként fordul elő, azonban a flow-val ellentétben itt a tudatos gondolkodás korlátozott vagy szünetel.

## A pszichiátria értelmezésében
Az eufória pszichiátriai vagy farmakológiai úton kiváltott felfokozott tudatállapot, amely többnyire nem tapasztalható meg természetes úton, külső behatás nélkül. Kivétel lehet néhány természetes élethelyzet, például orgazmus, amely előidézheti az eufória állapotát, többnyire igen rövid időre. Egyes mérgezéses állapotok és mentális betegségek is előidézhetnek hosszabb-rövidebb ideig tartó eufóriát. (Az eufóriát leggyakrabban kiváltó mentális zavarként a bipoláris zavart tartják számon.)

## A pszichoaktív szerek hatása
Kémiai úton képesek intenzív eufóriát kiváltani a következő anyagok: alkohol, stimulánsok, ópiátok, LSD, pszilocibin, MDMA, kristályos metamfetamin.